# ゾイドブロックス
ゾイドブロックスは、タカラトミー（旧トミー）から販売されている玩具シリーズ『ゾイド』に登場する架空の兵器。バトルストーリー、アニメ作品に登場。

## 概要
それ以前の動力稼働ゾイドと異なり、5mm径のジョイントブロックによる「組み替え」「無稼動」「変形」「合体」を基本構想とする。ゾイドシリーズはかねてから改造遊びを推奨していたが、若年層ユーザーから改造における難易度の高さを訴える声が多かったことから企画されたという。開発に携わったトミー(現タカラトミー)の中瀬崇嗣と田島豊はインタビューに際し、2001年当時のゾイドシリーズがアニメ『ゾイド新世紀スラッシュゼロ』の終了が近かったことから、ホビーとしての商品を企画したという。また、当時のゾイドにおいてユーザーのカスタムコンテスト等が盛況であったことも企画を後押ししたという。ゾイドブロックスの提案者である中瀬によれば、当初は動力入りの案も存在したが、無動力かつ低価格の路線となったとしている。シリーズ途中からは既存のRZ・EZシリーズとの連動も加味され、ブロックス用の5mm軸マウントを採用した商品も登場した。2002年6月29日発売分(レオブレイズ～ナイトワイズ)を皮切りにBZシリーズが展開開始し、2004年6月14日発売分(パラブレード)にて同シリーズの展開が終了。以後、ゾイドフューザーズ展開時のFZシリーズ等で収録され、ゾイドバラッツシリーズ等を経た後2006年4月からは新たに『ネオブロックス』が登場し、同年12月まで展開された。
人工ゾイドコアを持つ新機軸のゾイドという背景設定を持ち、当初は西方大陸の企業により開発されたというアナウンスがなされていたが、後にその製造元は東方大陸ZOITEC社へと設定そのものが変遷した。

## ゾイド・ザ・ワンブロックス
ブロックを一個使用し、ゾイドをSD化したブロックス。ブラインドボックスによる販売とユージンのガチャによる販売で展開された。ブラインドボックス版はブレードライガーブラックインパクト、ライガーゼロフェニックス、レッドホーン、シールドライガーMk-2、ダークスパイナーの5種類、ガチャ版はダークスパイナー、ブレードライガー、ライガーゼロ、ライガーゼロフェニックス5種類リリースされた。ゲーム「ゾイドサーガフューザース」購入者特典としてビクトリーライガーも存在する。

## カプセルゾイドブロックス
ユージンよりガチャ商品として発売。PART1とPART2を合わせて6種類ある。全てのブロックスと共通のジョイント・ブロックスコアを持つがバトルストーリー上では登場していない。ちなみにコアは四角形の他、球体がある。
PART1は「PZ-01プラントタイプ」という植物型、「PZ-03インセクトタイプ」という昆虫型、「対Z(ゾイド)用二連砲」の三種類が各2カラーずつとモジュールセット(ブロックとジョイントの詰め合わせ)1種の7種をランダムアソート。
PART2では「PZ-05二足竜型」、「PZ-07四足獣型」、「PZ-09スネーク型」の三種が各2カラーずつ六種でランダムアソートされていた。